# مدسن (مین)
مدسن(به انگلیسی: Madison) شهری در ایالت مین کشور ایالات متحده آمریکا است که جمعیت آن در سرشماری سال ۲۰۱۰ میلادی، ۲٬۶۳۰ نفر بوده‌است.